# Roland Deschain
Roland Deschain är huvudkaraktären i Stephen Kings bokserie Det mörka tornet. Roland är den siste revolvermannen från sin värld, Gilead. Efter att vid ovanligt ung ålder gjort sitt mandomsprov och fått sina revolvrar reser han iväg för att nå det mörka tornet - något han förstår är hans ka, eller öde. Med sin ka-tet, eller grupp av följeslagare, försöker han genom olika världar nå sitt slutliga mål. I den första delen av romanserien möter (och förlorar) Roland den unge pojken Jake Chambers. I den andra delen möter han den knarkande Eddie Dean, den till en början av två personligheter besatta Susannah Dean (tidigare under namnen Detta Walker och Odetta Holmes). Genomgående i serien möter han Randall Flagg, Rolands ärkefiende.